# Eleccions a governador de Tòquio de 2020
Les eleccions a governador de Tòquio de 2020 (2020年東京都知事選挙, 2020 nen Tōkyō-to chiji senkyo) se celebraren el diumenge 5 de juliol de 2020 per a elegir al governador de Tòquio. En un resultat vist com una aprovació a la seua gestió front a la pandèmia de COVID-19, l'aleshores governador Yuriko Koike fou reelegida per un ampli marge, augmentant el seu porcentatge de vot fins a un 59,7%. La propaganda oficial animant al vot va ser interpretada per l'actriu Alice Hirose amb l'eslogan "Com esperava de mi. Ho estic veient, Tòquio" (さすがワタシ。見てるよ、東京。, Sasuga watashi. Miteruyo, Tōkyō).

## Candidatures

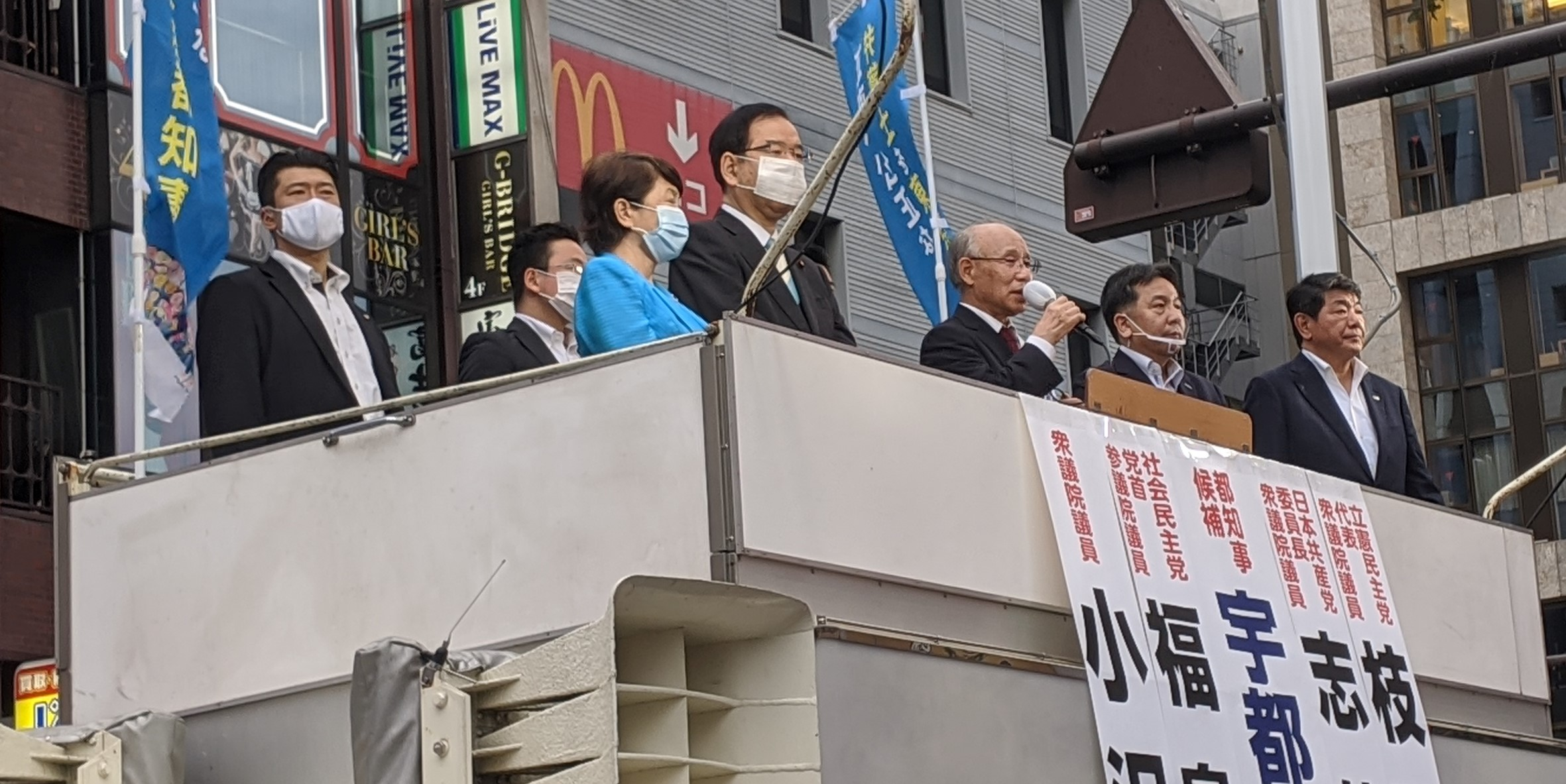
Acte públic de Kenji Utsunomiya

Un total de vint-i-dos candidats presentaren la seua candidatura a l'elecció.
La governadora eixint, Yuriko Koike, va anunciar la seua campanya per a la reelecció el 12 de juny de 2020. Igual que durant la seua primera campanya a governadora, Koike es presentà com a candidata independent amb el suport del Tomin First no Kai, partit que ella mateixa fundà el 2017. El nacionalment majoritari Partit Liberal Democràtic (PLD) considerà donar suport a Koike en aquestes eleccions contràriament a les del 2016 quan el partit presentà un candidat separat, tot i això, el partit no seleccionà cap candidat, animant al seus membres i votants a votar lliurement. Estava previst amb molta seguretat que Koike fora relegida per a una segona legislatura, d'acord amb les enquestes dutes a terme en les setmanes prèvies a les eleccions.
Kenji Ustunomiya, un advocat i ex-president de la Federació Japonesa d'Advocats, anuncià la seua candidatura el 28 de maig de 2020. Utsunomiya fou considerat la principal oposició a Koike, ja que va rebre el suport dels principals partits opositors com ara el Partit Democràtic Constitucional (PDC), el Partit Comunista del Japó (PCJ) i el Partit Socialdemòcrata (PSD). Aquesta fou la tercera vegada que Utsunomiya es presentava a les eleccions a governador de Tòquio, havent-se presentat ja l'any 2012 i 2014.
Altres candidatures remarcables són les de Tarō Yamamoto, un ex-actor que fundà el partit anti-establishement i anti energia nuclear Reiwa Shinsengumi; Taisuke Ono, ex vice-governador de la prefectura de Kumamoto i el qual obtingué el suport del Nippon Ishin no Kai; Makoto Sakurai, activista d'ultradreta i fundador del Partit Japó Primer (PJP) i Takashi Tachibana, líder del Partit que Protegeix al Poble de l'NHK (N-Koku) contrari a la Corporació Emissora del Japó (NHK) i ex-membre de la Cambra de Consellers del Japó.

### Llista
| Candidat | Candidat           | Edat | Partit                                   | Professió   |
| -------- | ------------------ | ---- | ---------------------------------------- | ----------- |
|          | Tarō Yamamoto      | 45   | Reiwa-PDP                                | Polític     |
|          | Yuriko Koike       | 67   | Independent (TFK-KMT-PLD)                | Política    |
|          | Hiroko Nanami      | 35   | Partit de la Realització de la Felicitat | Política    |
|          | Kenji Utsunomiya   | 73   | Independent (PDC-PCJ-PSD-NPS-EVJ)        | Advocat     |
|          | Makoto Sakurai     | 48   | Partit Japó Primer                       | Activista   |
|          | Hiroshi Komiyama   | 46   | Independent (Partit del Somriure)        | Infermer    |
|          | Taisuke Ono        | 46   | Independent (Ishin-NP)                   | Polític     |
|          | Hideyuki Takemoto  | 64   | Independent                              | Economista  |
|          | Makoto Nishimoto   | 33   | Super Crazy kun                          | Cantant     |
|          | Yasuhiro Sekiguchi | 68   | Independent                              | Constructor |
|          | Seiichi Oshikoshi  | 61   | Independent                              | Empresari   |
|          | Osamu Hattori      | 46   | Nou Partit Horiemon (Partit NHK)         | Músic       |
|          | Takashi Tachibana  | 52   | Nou Partit Horiemon (Partit NHK)         | Polític     |
|          | Kenichirō Saitō    | 39   | Nou Partit Horiemon (Partit NHK)         | Empresari   |
|          | Teruki Gotō        | 37   | Partit Transhumanista                    | Activista   |
|          | Shion Sawa         | 44   | Independent                              | Autor       |
|          | Hiroshi Ichikawa   | 58   | Grup d'Animals i Gent Comuna             | Empresari   |
|          | Hitoshi Ishii      | 55   | Independent                              | Periodista  |
|          | Yasuhiro Nagasawa  | 34   | Independent                              | Farmacèutic |
|          | Kazue Ushio        | 33   | Independent                              | Industrial  |
|          | Masayuki Hiratsuka | 38   | Partit de la Sobirania Popular           | Activista   |
|          | Hisao Naitō        | 63   | Independent                              | Militar     |

## Resultats
| Candidat     | Candidat           | Partit                                   | Percentatges | Percentatges |
| Candidat     | Candidat           | Partit                                   | Vots         | %            |
| ------------ | ------------------ | ---------------------------------------- | ------------ | ------------ |
|              | Yuriko Koike       | Independent                              | 3.661.371    | 59,70        |
|              | Kenji Utsunomiya   | Independent                              | 844.151      | 13,76        |
|              | Tarō Yamamoto      | Reiwa Shinsengumi                        | 652.277      | 10,72        |
|              | Taisuke Ono        | Independent                              | 612.530      | 9,99         |
|              | Makoto Sakurai     | Partit Japó Primer                       | 178.874      | 2,92         |
|              | Takashi Tachibana  | Nou Partit Horiemon                      | 43.912       | 0,72         |
|              | Hiroko Nanami      | Partit de la Realització de la Felicitat | 22.003       | 0,36         |
|              | Teruki Gotō        | Partit Transhumanista                    | 21.997       | 0,36         |
|              | Shion Sawa         | Independent                              | 20.738       | 0,34         |
|              | Makoto Nishimoto   | Super Crazy kun                          | 11.887       | 0,19         |
|              | Hiroshi Komiyama   | Independent                              | 10.935       | 0,18         |
|              | Masayuki Hiratsuka | Partit de la Sobirania Popular           | 8.997        | 0,15         |
|              | Osamu Hattori      | Nou Partit Horiemon                      | 5.453        | 0,09         |
|              | Kenichirō Saitō    | Nou Partit Horiemon                      | 5.114        | 0,08         |
|              | Hiroshi Ichikawa   | Grup d'Animals i Gent Comuna             | 4.760        | 0,08         |
|              | Hisao Naitō        | Independent                              | 4.145        | 0,07         |
|              | Yasuhiro Sekiguchi | Independent                              | 4.097        | 0,07         |
|              | Hideyuki Takemoto  | Independent                              | 3.997        | 0,07         |
|              | Hitoshi Ishii      | Independent                              | 3.356        | 0,05         |
|              | Yasuhiro Nagasawa  | Independent                              | 2.955        | 0,05         |
|              | Seiichi Oshikoshi  | Independent                              | 2.708        | 0,04         |
|              | Kazue Ushio        | Independent                              | 1.510        | 0,02         |
| TOTAL        | TOTAL              |                                          | TOTAL        | Perc         |
| PARTICIPACIÓ | PARTICIPACIÓ       |                                          | 6.132.679    | 55,00        |
| CENS         | CENS               |                                          | 11.468.938   | 100          |